# L'Instant gagnant
L'Instant gagnant est un jeu télévisé interactif de type télé-tirelire sous forme d'infopublicité payée diffusée sur le réseau V au Québec depuis le 6 février 2012 tous les soirs à partir de 23 h 30. L'émission durait auparavant toute la nuit et se terminant à 6h00. Le jeu dure maintenant une heure et se termine à 00h30.  La diffusion de l'émission s'est arrêtée le 31 août 2015. Depuis avril 2016, l'émission a repris avec les mêmes jeux et équipe sur V télé sous un nouveau nom, Appelez et gagnez. Elle est produite par la société Telemedia InteracTV Limited en direct de Budapest en Hongrie. Le concours est ouvert à tous les résidents du Canada.
À raison de 1 $ par participation, le téléspectateur est invité par le ton insistant de l'animateur à participer au jeu en composant le numéro « 1-900 » (téléphone fixe) ou le numéro « 1-514 » (téléphone mobile) affiché à l'écran. L'utilisation d'effets sonores et visuels ainsi que des décomptes ajoute de l'ambiance au jeu.

## Histoire
Un mois et demi après la disparition de Call TV, la nouvelle émission interactive de fin de soirée L'instant gagnant apparaît dans la même case horaire dès le 6 février 2012. La formule reste la même quoique légèrement modifiée,.
L'émission est produite par TeleMedia Interaktív Szolgáltatások Kft. 1126 Budapest, Böszörményi út 20-22 qui ne diffuse plus de call-tv en Europe, mais des émissions de voyance en direct en Hongrie, Slovénie, Bulgarie, Tchéquie et Suisse alémanique. Elle en diffuse 822 heures par mois sous le nom de Eso Tv.www.eso.tv
Sandra Sirois, ancienne animatrice de Call TV, anime la première émission. Virginie Molina, animatrice française du jeu L'Appel Gagnant en Belgique, assurera la première heure durant les émissions du 12 et 13 février 2012. Karl Hardy, ex animateur de Call TV, a commencé son animation à partir du 3 mars 2012. L'animatrice hongroise d'origine russe Dominika Kószó s'est ensuite joint à l'équipe à la fin juin. François Castonguay n'a animé qu'une seule émission. À la fin juillet sur les réseaux sociaux, Karl et Sandra ont annoncé la date de leur départ de l'émission.
Le 31 août 2012, l'émission s'est terminée à 2 h 30, soit une heure de plus, suivi de VoyanceTV, une nouvelle infopublicité produite en direct dans les mêmes studios par Dominika, puis une nouvelle édition de L'instant gagnant à 5 h animée par la nouvelle animatrice Nanette Dallaire. L'émission VoyanceTV a vite été abandonnée, et trois animateurs prennent le relais de l'animation de l'Instant Gagnant.
Le 20 décembre 2012, le Conseil Canadien des normes de la radiotélévision (CCNR) a reconnu que V a enfreint l'article 12 (concernant les concours) du Code de déontologie de l’Association canadienne des radiodiffuseurs (ACR) pour les émissions diffusés le 23 mars (« Additionnez tous les nombres dans tous les triangles »), le 13 avril 2012, le 14 septembre et le 28 septembre 2012 (« Additionnez tous les chiffres et tous les nombres que vous voyez sur l’image » pour ces trois jeux).

## Présentateurs
- Sandra Sirois (6 février 2012 - 28 août 2012)
- Virginie Molina (12 et 13 février 2012)
- Karl Hardy (3 mars 2012 - 18 juin 2012) (4 juillet 2012 - 9 décembre 2012)
- Dominika Kószó (27 juin 2012 - en cours)
- François Castonguay (10 juillet 2012)
- Nanette Dallaire (31 août 2012 - 26 novembre 2012)(Mars 2013 - En cours)
- Raluca Motoc (septembre 2012 - en cours)
- Anadelle (octobre 2012 - en cours)
- Warren (6 décembre 2012)
- Zoé
- Bobby Beckham (Roy) (juillet 2013 - en cours)
- Jean-Hugues Péladeau (novembre 2013 - en cours)
- Nicolas Osa Poulin (janvier 2014 - en cours )
- virginie

## Déroulement d'un jeu
Il y a 3 modes de jeu :
Mode normal
- Au début de l'émission, un jeu facile est proposé avec un montant qui débute à environ 100 $ et des appels sont transférés au studio durant la première demi-heure. Au cours du déroulement de l'émission, le montant à gagner augmente progressivement, mais aucun appel n'est sélectionné jusqu'à une minute avant la fin de l'émission.

Connexion rapide
- Au début de l'émission, un jeu (dont la ou les réponses sont dans des enveloppes) commence avec un montant faible (entre 100 $ et 500 $), puis le montant à gagner augmente en flèche et des appels sont parfois transférés au studio plus rapidement. La ou les réponses qui n'ont pas été trouvées sont dévoilées une minute avant la fin.

Mode hybride
- Au début de l'émission, plusieurs jeux faciles sont joués avec des montants inférieurs à 500 $. Ensuite vers minuit, un jeu d'apparence extrêmement facile est proposé. Il n'y aucun appel en studio jusqu'à la dernière minute de l'émission ou le dernier participant se voit refuser le prix car il n'a pas donné la réponse exacte que la régie avait caché dans une enveloppe.

## Jeu pathologique
Afin de respecter les lois canadiennes et québécoises sur le jeu pathologique, les producteurs limitent le nombre d'entrées à un maximum de 10 entrées par appel, 100 entrées par programme et 400 entrées par mois. Par contre, dépassé ces limites, les entrées seront refusées mais le participant sera chargé.